# Depelsha Thomas McGruder
Depelsha Thomas McGruder (Brooklyn, Nova York, Estats Units, 7 d'octubre de 1972) és una empresària i activista estatunidenca.
Nascuda el 7 d'octubre de 1972 al barri novaiorquès de Brooklyn, va estudiar periodisme a la Universitat Howard. Va completar els seus estudis en Administració i Direcció d'Empreses a l'Escola de Negocis de Harvard i a la Yale School of Management.
Depelsha és la fundadora i presidenta de Moms of Black Boys United (Mares de Nois Negres Unides) i MOBB United for Social Change (MOBB Unides pel Canvi Social), organitzacions germanes que es dediquen a millorar la percepció i el tractament que els nois i homes negres tenen en l'aplicació de la llei i en la societat. Va decidir crear aquesta associació després de veure les morts violentes d'Alton Sterling, de Philando Castile així com d'altres ciutadans negres. El que va començar sent un grup de Facebook va acabar comptant amb més de 180 mil membres en tot el país.
Depelsha va treballar com a cap d'operacions de la Ràdio Pública de Nova York i actualment treballa com a vicepresidenta, COO i tresorera de la Fundació Ford. A més, també forma part de la junta directiva de l'organització Classy. L'any 2021, va ser nomenada una de les 100 Dones de la BBC.